# Notommata angusta
Notommata angusta är en hjuldjursart som beskrevs av Harry K. Harring och Myers 1922. Notommata angusta ingår i släktet Notommata och familjen Notommatidae. Inga underarter finns listade i Catalogue of Life.